# Engün Tseyendash
En aquest nom mongol, el nom és «Tseyendash» i «Engün» és un patronímic, no pas un cognom.
Engün Tseyendash (mongol: Цэендашийн Энгүүн)  (Ulaanbaatar, 7 de setembre de 2000), més coneguda pel seu nom artístic Enguun / Engün (en mongol: Энгүүн), és una violinista i cantant professional mongola. Va ser la guanyadora de la 1a temporada de La Veu de Mongòlia als 17 anys. Després de guanyar el programa, Engüün va signar per a l'empresa mongola operadora de telecomunicacions Mongol Content LLC.

## Vida personal
Engüün va néixer a Ulan Bator, dins la família Tseyendash, i té dos germans menors. El seu pare, Tseyendash, és mestre de Wu-Shu i professor de ioga. La seva mare, Bunddulam, és periodista. La seva família i els seus amics propers li diuen «Inga».

## Carrera artística
Als 5 anys, Engüün es va inscriure al Conservatori Estatal de Mongòlia com a deixeble del violinista professional Enkh. J, qui es va llicencia al Conservatori Estatal Komitas d'Erevan (Armènia). Engüün va estudiar fins al 12è brau.

### La Veu
Engüün va mencionar en una entrevista que sempre pensava que participaria si s'organitzava The Voice (La Veu) a Mongòlia. Quan Mongol TV va anunciar que tenien el programa amb drets oficials, es va inscriure directament a una audició a cegues. Va ser el seu primer concurs de cant.

#### Actuació aLa Veu
| Fase                       | Cançó                            | Artista original                        | Resultat                                                         |
| -------------------------- | -------------------------------- | --------------------------------------- | ---------------------------------------------------------------- |
| Audició a cegues (1a fase) | «Runnin» (Tot perdut)            | Naughty Boy amb Beyoncé, Arrow Benjamin | Otgonbayar, Bold, Uka, i Ononbat. Participant amb l'equip d'Uka. |
| Les batalles (2 fase)      | «Winter»                         | Birdy                                   | Salvada per l'entrenadora                                        |
| Els Knockouts (3a fase)    | «Human»                          | Christina Perri                         | Salvada pel públic                                               |
| Quarts de finals           | «Chi nad shig durlaj chadah uu?» | Niciton                                 | Salvada per l'entrenadora                                        |
| Semifinals en directe      | «Creep»                          | Radiohead                               | Salvada pel públic                                               |
| Fase final                 | «Never Enough»                   | BSO de The Greatest Showman             | Salvada pel públic                                               |
| Fase final                 | «Muruudul Bid Hoyor»             | Uka                                     | Salvada pel públic                                               |
| Fase final                 | «Zuud neg»                       | Engüün                                  | Guanyadora                                                       |

## Discografia
| Senzills                                                  | Any de llançament | Cançó                   | Cançó                  | Gènere musical | Referències   |
| Senzills                                                  | Any de llançament | Lletra                  | Música                 | Gènere musical | Referències   |
| --------------------------------------------------------- | ----------------- | ----------------------- | ---------------------- | -------------- | ------------- |
| «I'm in Love»                                             | 2019              | Engüün Ts.              | Ocean Grey             | Pop            | [ 9 ] [ 10 ]  |
| «Bi uuriinhuuruu» (Sigues de marca)                       | 2019              | Togtuun G. (The Colors) | Dulguun B. (Magnolian) | Pop            | [ 11 ]        |
| «Chi nad shig durlaj chadah uu» (Es pot enamorar com jo?) | 2019              | Khurelbaatar D.         | Ulzii-Orshih D.        | Balada         | [ 12 ]        |
| «Uuchlalt guih gej» (Per disculpar-me)                    | 2019              | Munkhbold D.            | Munkhbold D.           | Balada         | [ 13 ]        |
| Haluun zurh OST (BSO de la pel·lícula Cor Calent)         | 2019              | Gantsetseg D.           | Tsogbayar B.           | BSO            | [ 14 ]        |
| «Kaleidoscope»                                            | 2020              | Munkhzul J.             | Ocean Grey             | Pop            | [ 15 ] [ 16 ] |